# Ż
Ż, ż — літера розширеного латинського алфавіту, утворена буквою Z з додаванням крапки вгорі. Використовується в мальтійському і польському алфавітах, присутня у письмі кашубської та вілямівської мов, чиї алфавіти засновані на основі польського. Також використовувалась в українському латинському алфавіті проєкту Лозинського Абецадло для позначення дзвінкого заясенного фрикативного [ʒ], тобто відповідно до кириличної літери Ж.

## Використання

### Мальтійська
У мальтійській мові ż передає дзвінкий альвеолярний шиплячий звук, який вимовляється приблизно як «z» в українській мові.

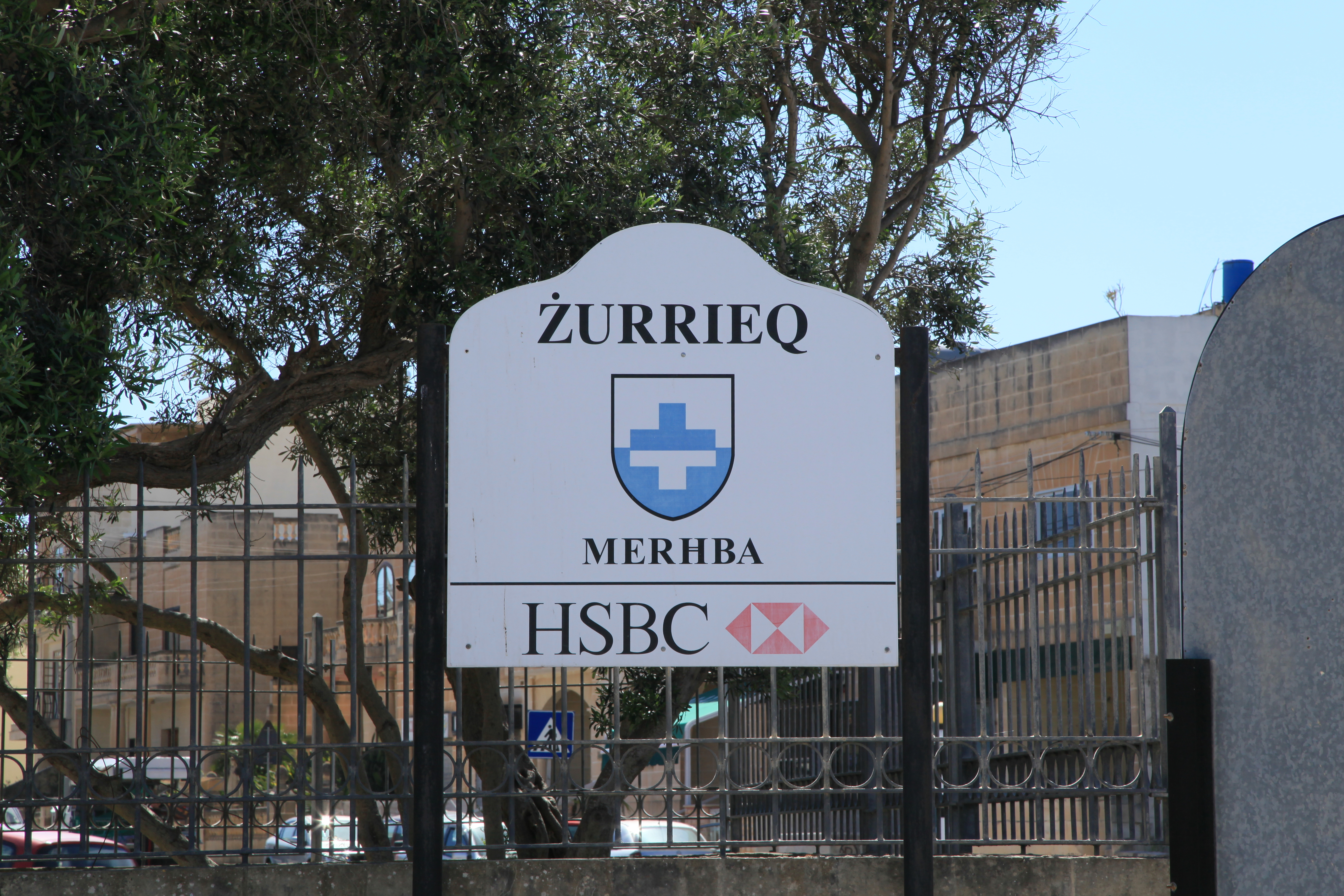
Знак межі міста Журріек на Мальті

### Польська
У польській мові літера являє собою дзвінкий ретрофлексний фрикатив ([ʐ]), аналогічній вимові ⟨ж⟩ в слові «життя». Вона зазвичай відповідає Ž або Ж у більшості інших слов'янських мов. Як правило, її пишуть після літер L, Ł, R, N.

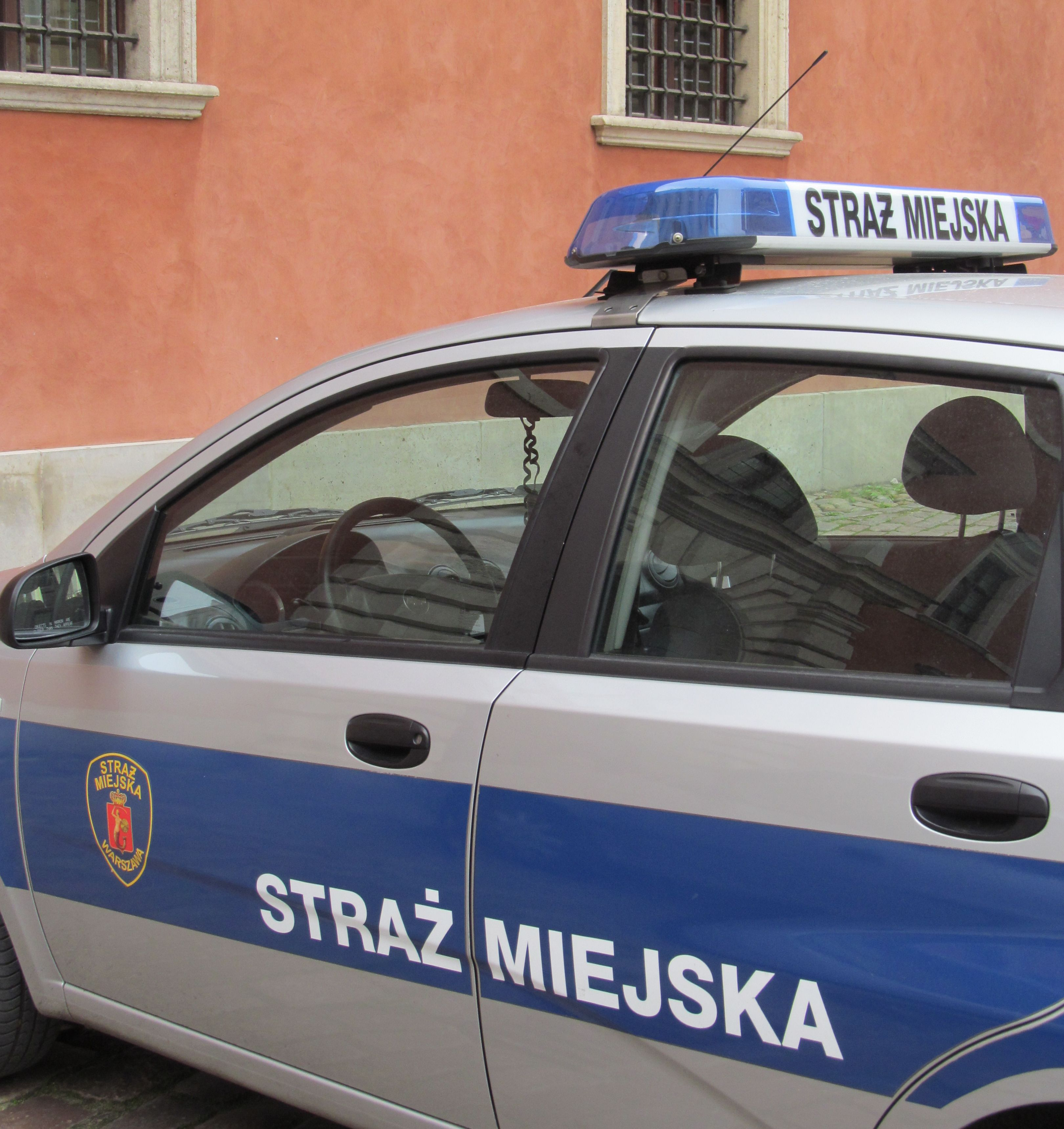
Вивіска на автомобілях польської муніципальної поліції (Straż Miejska) використовує як стандартну форму (Ż), так і варіант з горизонтальним штрихом (Ƶ)

Його вимова така ж, як у диграфа Rz, єдина відмінність полягає в тому, що rz розвинувся в польській мові від палаталізованого [r]. Ż представляє загальнослов'янську фонему, яка походить від палаталізованого /ɡ/ або /z/. Він також може іноді відтворювати глухий ретрофлексний фрикатний [ʂ], особливо в кінцевій позиції.
Букву спочатку ввів у 1513 році Станіслав Заборовський у своїй книзі «Ортографія».
Іноді з естетичних цілей замість великої Ż використовується велика буква Ƶ (Z з горизонтальним штрихом), особливо в тексті та рукописному вводі.

### Емільяно-романьйольська
Ż використовується в емільяно-романьйольській мові для позначення дзвінкого зубного фрикативу [ð] (або, в деяких периферійних діалектах, африкати [dð~dz]), напр. viażèr ([vjaˈðɛːr], «подорожувати»).

### Кашубська
Кашубська ż — це дзвінкий фрикатив, як у польській, але він є постальвеолярним [ʒ], а не ретрофлексним.

## Діакрит у вигляді хреста
Ƶ, ƶ — це другий варіант цієї літери, який використовується майже виключно з великими літерами, можливо, щоб підтримувати висоту напису постійною.

Хороший приклад — титульна віньєтка cieycie Warszawy. У перших числах віньєтка імітувала почерк, а букву Z викреслювали дугою. У 1980 році букву Z у віньєтці перекреслили горизонтальною лінією.. Була також віньєтка, в якій буква Z перекреслена діагональною лінією.

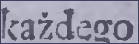
«Діакрит», 1746
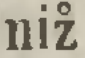
1851
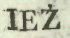
1808 . (jeż)
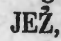
1855 .